# 曲阳县
曲阳县在中国河北省西部、太行山东麓，为古北岳恒山所在地，故又称恒州，现为保定市下辖的一个县。县人民政府驻恒州镇中路689路。

## 历史沿革
秦置曲阳县，属巨鹿郡；西汉改为上曲阳，属常山郡；东汉改属中山国；西晋还属常山郡；北魏属定州中山郡；北齐改名曲阳；隋改为恒阳，属博陵郡；唐元和十五年（820年）因避唐穆宗李恒讳，更名为曲阳，属定州；宋因之；金属中山府；元初于曲阳置恒州，后省，还隶真定路中山府，后改属保定路；明因之；清属直隶省定州；现属河北省保定市。

## 行政区划
曲阳县下辖12个镇、6个乡：
恒州镇、灵山镇、燕赵镇、羊平镇、文德镇、晓林镇、邸村镇、齐村镇、孝墓镇、产德镇、下河镇、路庄子乡、庄窠乡、嘉禾镇、党城乡、郎家庄乡、范家庄乡和北台乡。

## 人口
根據第七次人口普查數據，截至2020年11月1日零時，曲陽縣常住人口573975人。

## 交通
- 234国道、 337国道、 京昆高速、 沧榆高速通过。